# Juncus perpusillus
Juncus perpusillus är en tågväxtart som beskrevs av Gunnar Samuelsson. Juncus perpusillus ingår i släktet tåg, och familjen tågväxter. Inga underarter finns listade i Catalogue of Life.